# Monnaie
Monnaie település Franciaországban, Indre-et-Loire megyében. Lakosainak száma 4785 fő (2022. január 1.). Monnaie Chanceaux-sur-Choisille, Crotelles, Nouzilly, Parçay-Meslay, Reugny, Rochecorbon, Vernou-sur-Brenne és Vouvray községekkel határos.

## Népesség
A település népességének változása:
| Lakosok száma | 1808 | 2250 | 2829 | 3768 | 4206 | 4298 | 4439 | 4643 | 4678 | 4785 |
|               | 1968 | 1982 | 1990 | 2006 | 2013 | 2015 | 2017 | 2019 | 2020 | 2022 |